# Barilius caudiocellatus
Barilius caudiocellatus är en fiskart som beskrevs av Chu, 1984. Barilius caudiocellatus ingår i släktet Barilius och familjen karpfiskar. Inga underarter finns listade.